# بیشاپ بریگز (خواننده)
سارا گریس مک لافلین معروف به بیشاپ بریگز (انگلیسی: Bishop Briggs؛ زادهٔ ۱۸ ژوئیهٔ ۱۹۹۲) خواننده موسیقی رقص، و ترانه‌سرا اهل بریتانیا است. وی از سال ۲۰۱۵ میلادی تاکنون مشغول فعالیت بوده‌است.